# Dictionary of Literary Biography

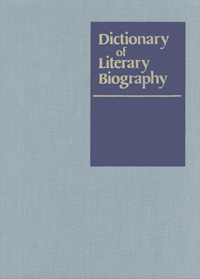
Einband des Lexikons

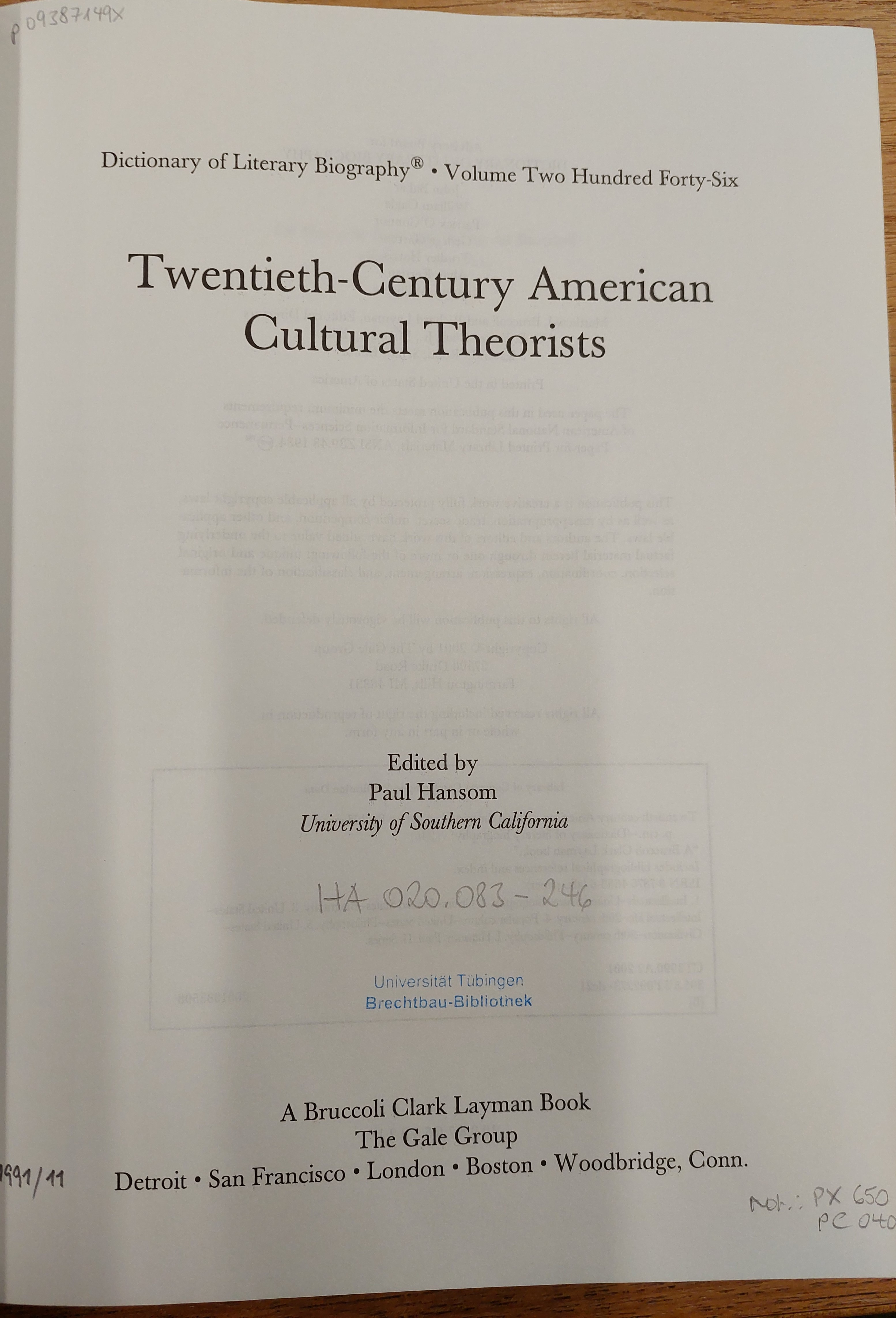
Band 246: Twentieth-century American cultural theorists (2001)

Das Dictionary of Literary Biography (kurz DLB) ist ein englischsprachiges Autorenlexikon in bisher 349 Bänden (Stand: August 2008). Es enthält biographische Aufsätze zu bedeutenden Autoren aus verschiedensten Bereichen, also zum Beispiel Schriftsteller, Journalisten, Essayisten, Drehbuchautoren und Historiker. Durch den großen Umfang des Werks können auch weniger bedeutende Autoren und solche, die heute kaum noch bekannt sind, berücksichtigt werden. Verlegt wird das DLB vom Verlag Thomson Gale aus Farmington Hills, Michigan, USA, einem Vorort von Detroit.

## Geschichte
Die ersten Bände erschienen 1978 und enthielten ausschließlich nordamerikanische Autoren. Seit den frühen 1980er Jahren kamen britische, später auch nicht-englischsprachige Autoren hinzu.
Das DLB wird ständig erweitert; es erscheinen mehrere Bände pro Jahr. Neben der gedruckten Version gibt es auch eine Online-Version.

## Aufbau der Artikel
Die Artikel beginnen mit einer Auflistung der Werke des Autors und evtl. einer Auswahl wichtiger Sekundärliteratur. Dann folgt eine Darstellung von Leben und Werk, wobei die Länge sich nach der Bedeutung des Autors richtet. Viele Texte sind illustriert, z. B. durch Schwarz-Weiß-Fotos, faksimilierte Manuskriptseiten oder Titelseiten der Erstausgaben. Insgesamt sind die Artikel etwa zwischen drei und 30 Seiten lang.

## Gesamtaufbau des Lexikons
Das Lexikon ist nicht alphabetisch, sondern thematisch geordnet. Ein Band widmet sich einem bestimmten Thema, z. B. den Autoren eines bestimmten Genres in einer bestimmten Epoche in einem bestimmten Land oder Sprachraum. Jeder Band wird von einem Spezialisten des entsprechenden Gebietes herausgegeben, der auch ein Vorwort für den Band verfasst. Am Ende des Bandes findet sich ein alphabetischer Index mit den Artikeln aller bisher erschienenen Bände.

## Verwandte Reihen
Von 1980 bis 2002 erschien jährlich das DLB Yearbook, das den Literaturbetrieb des Jahres dokumentierte. Es enthielt Neuerscheinungen, Berichte über die Vergabe von Literaturpreisen, Konferenzen, einen Nekrolog etc.
Von 1982 bis 1998 erschien die DLB documentary Series, eine Reihe mit Bänden, die sich jeweils nur einer kleineren Gruppe, einem einzelnen Autor oder einem Werk widmeten.
Für kleinere Bibliotheken veröffentlichte der Verlag 1987–89 das sechsbändige Concise dictionary of American literary biography, das die wichtigsten amerikanische Autoren umfasst. Ein entsprechendes Werk über die wichtigsten britischen Autoren ist das Concise dictionary of British literary biography, das 1991–92 in acht Bänden erschien.